# Däumling
Ein Däumling ist im Märchen eine menschliche Gestalt, die nicht größer als ein Daumen ist.
Diesem Motiv ist in der Klassifizierung der Märchenstoffe nach dem Aarne-Thompson-Index die Sigle AaTh 700 zugeteilt, es wird also in die Kategorie der Zaubermärchen eingeordnet. Die im deutschen Sprachraum bekannteste Version des Stoffs ist das Grimmsche Märchen Daumesdick, das in der Liste der Grimmschen Märchen als KHM 37 geführt wird. Eine weibliche Entsprechung hierzu schuf Hans Christian Andersen 1835 mit seinem Kunstmärchen Däumelinchen. Die Brüder Grimm verzeichnen des Weiteren das Märchen Daumerlings Wanderschaft (KHM 45).
Der Däumling ist auch eine typische Figur in der lettischen Folklore, wo er die Bezeichnung Sprīdītis trägt.
Das Kunstmärchen Der kleine Däumling aus der Feder des französischen Schriftstellers Charles Perrault folgt hingegen dem Motiv AaTh 327 (ebenfalls zur Kategorie Zaubermärchen gehörig) und ist mit dem eigentlichen Däumlingsstoff ursprünglich nicht verwandt; der Titel erklärt sich aus einer mutwilligen Kontamination seitens Perraults.
Eine weitere Figur ist Nils Karlsson-Däumling von Astrid Lindgren aus dem Jahr 1956.
Eine ähnliche Geschichte findet sich im japanischen Märchen (Otogizōshi) vom Issun-bōshi (jap. 一寸法師, dt. etwa: „Ein-Zoll-Junge“).
Eine moderne Fantasy-Geschichte, in der Däumlinge eine Hauptrolle als Kulturschaffende Wesen einnehmen, ist die Trilogie Die Chroniken der Nebelkriege (2009/2010) von Thomas Finn.
Der Philosoph Michel Serres prägte den Begriff Generation Däumling.

## Verfilmungen
- Das Märchen vom Däumling, Sowjetunion/Tschechoslowakei 1986
- Der kleine Däumling, England 1958